# Римский форт парка Стратт
Римский форт парка Стратт — древнеримский форт в парке Стратт, расположенном в Дербишире, в пригороде Дерби. Он был построен около 50 года, во время Римского завоевания Британии, и между 75 и 80 годами был заменён фортом на другой стороне реки Дервент.
Первые упоминания о расположении форта относятся к 1967 году. Раскопки в 1995 году показали террасы, основу каменной стены и мощёные тротуары. Найденная керамика была частично передана в Trent & Peak Archaeological Trust, частично — в Музей и галерею Дерби.
Целью форта, вероятно, была защита важного пересечения реки и ряда проходящих рядом дорог — The Long Lane, Икнилдской дороги и The Street.